# Затишенский Первый
Затишенский Первый — посёлок в Залегощенском районе Орловской области России. Входит в состав Красненского сельского поселения.

## География
Посёлок находится в центральной части Орловской области, в лесостепной зоне, в пределах центральной части Среднерусской возвышенности, на правом берегу реки Неручи, на расстоянии примерно 7 километров (по прямой) к юго-западу от посёлка городского типа Залегощь, административного центра района. Абсолютная высота — 190 метров над уровнем моря.
Часовой пояс
Посёлок Затишенский Первый, как и вся Орловская область, находится в часовой зоне МСК (московское время). Смещение применяемого времени относительно UTC составляет +3:00.

## Население
| 2010 |
| ---- |
| 14   |

Половой состав
По данным Всероссийской переписи населения 2010 года в гендерной структуре населения мужчины составляли 42,9 %, женщины — соответственно 57,1 %.
Национальный состав
Согласно результатам переписи 2002 года, в национальной структуре населения русские составляли 92 % из 38 чел.